# Eparti II
Eparti II, Ebarti II (ok. 1850–1830 p.n.e.) – król elamicki, założyciel nowej dynastii „królów Anszan i Suzy”. Nic nie wiadomo o jego pochodzeniu. W Suzie i innych miejscach odnaleziono liczne tabliczki zapisane w języku akadyjskim, które datowane są na czasy jego panowania. Są to głównie dokumenty o charakterze  ekonomicznym. Imię tego władcy zapisywane było z użyciem determinatywu boskiego dingir. Wraz z jego śmiercią praktyka ta została jednak porzucona.